# 维塞特
维塞特（德語發音：[vizɛt]）是德国巴伐利亚州的一个市镇。总面积20.59平方公里，总人口1412人，其中男性717人，女性695人（2011年12月31日），人口密度69人/平方公里。